# Puchar Panamerykański w Piłce Siatkowej Kobiet 2017
Puchar Panamerykański w Piłce Siatkowej Kobiet – 16. edycja turnieju siatkarskiego kobiet, rozgrywana od 17 do 25 czerwca 2017 roku. Gospodarzem turnieju było Peru, drużyny rywalizowały w Limie oraz San Vicente de Cañete. W turnieju udział brało 12 reprezentacji podzielonych na dwie grupy.

## Drużyny uczestniczące
| Grupa A                                                         | Grupa B                                             |
| --------------------------------------------------------------- | --------------------------------------------------- |
| Stany Zjednoczone Portoryko Argentyna Kolumbia Wenezuela Meksyk | Dominikana Peru Kuba Kanada Trynidad i Tobago Chile |

## Faza grupowa

### Grupa A
Tabela
| Lp. | Drużyna           | Mecze | Mecze | Mecze | Pkt | Małe punkty | Małe punkty | Małe punkty | Sety | Sety | Sety  |
| Lp. | Drużyna           | M     | W     | P     | Pkt | zdob.       | str.        | ratio       | wyg. | prz. | ratio |
| --- | ----------------- | ----- | ----- | ----- | --- | ----------- | ----------- | ----------- | ---- | ---- | ----- |
| 1   | Stany Zjednoczone | 5     | 5     | 0     | 23  | 415         | 301         | 1.379       | 15   | 2    | 7.500 |
| 2   | Portoryko         | 5     | 4     | 1     | 21  | 426         | 362         | 1.177       | 14   | 4    | 3.500 |
| 3   | Argentyna         | 5     | 3     | 2     | 15  | 398         | 366         | 1.087       | 10   | 7    | 1.429 |
| 4   | Kolumbia          | 5     | 2     | 3     | 8   | 367         | 376         | 0.976       | 6    | 11   | 0.545 |
| 5   | Wenezuela         | 5     | 1     | 4     | 3   | 284         | 398         | 0.714       | 3    | 14   | 0.214 |
| 6   | Meksyk            | 5     | 0     | 5     | 5   | 376         | 463         | 0.812       | 5    | 15   | 0.333 |

Źródło: NORCECA
Punktacja: 3:0 – 5 pkt, 3:1 – 4 pkt, 3:2 – 3 pkt, 2:3 – 2 pkt, 1:3 – 1 pkt, 0:3 – 0 pkt
Zasady ustalania kolejności: 1. liczba zwycięstw, 2. liczba punktów, 3. stosunek małych punktów, 4. stosunek setów, 5. bilans w bezpośrednich meczach
     awans do półfinałów
     awans do ćwierćfinałów
| Data  | Godz. | Drużyna 1         | Wynik | Drużyna 2         | 1     | 2     | 3     | 4     | 5     | Widzów | * |
| ----- | ----- | ----------------- | ----- | ----------------- | ----- | ----- | ----- | ----- | ----- | ------ | - |
| 17.06 | 15:00 | Portoryko         | 3:0   | Kolumbia          | 25:20 | 25:16 | 28:26 |       |       | 500    |   |
| 17.06 | 17:00 | Stany Zjednoczone | 3:0   | Wenezuela         | 25:9  | 25:16 | 25:11 |       |       | 800    |   |
| 17.06 | 19:00 | Argentyna         | 3:1   | Meksyk            | 25:22 | 25:20 | 23:25 | 25:21 |       | 800    |   |
| 18.06 | 15:00 | Kolumbia          | 0:3   | Stany Zjednoczone | 8:25  | 19:25 | 27:29 |       |       | 400    |   |
| 18.06 | 17:00 | Wenezuela         | 0:3   | Argentyna         | 11:25 | 10:25 | 20:25 |       |       | 600    |   |
| 18.06 | 19:00 | Meksyk            | 0:3   | Portoryko         | 18:25 | 21:25 | 15:25 |       |       | 700    |   |
| 19.06 | 15:00 | Argentyna         | 3:0   | Kolumbia          | 25:22 | 26:24 | 26:24 |       |       | 300    |   |
| 19.06 | 17:00 | Wenezuela         | 3:2   | Meksyk            | 25:22 | 23:25 | 25:19 | 21:25 | 15:7  | 600    |   |
| 19.06 | 19:00 | Stany Zjednoczone | 3:2   | Portoryko         | 25:23 | 25:23 | 23:25 | 21:25 | 15:12 | 500    |   |
| 20.06 | 15:00 | Kolumbia          | 3:0   | Wenezuela         | 25:15 | 25:17 | 25:15 |       |       | 300    |   |
| 20.06 | 17:00 | Meksyk            | 0:3   | Stany Zjednoczone | 13:25 | 15:25 | 13:25 |       |       | 400    |   |
| 20.06 | 19:00 | Portoryko         | 3:1   | Argentyna         | 15:25 | 25:19 | 25:21 | 25:21 |       | 700    |   |
| 21.06 | 15:00 | Wenezuela         | 0:3   | Portoryko         | 14:25 | 21:25 | 16:25 |       |       | 600    |   |
| 21.06 | 17:00 | Kolumbia          | 3:2   | Meksyk            | 23:25 | 18:25 | 25:16 | 25:20 | 15:9  | 400    |   |
| 21.06 | 19:00 | Argentyna         | 0:3   | Stany Zjednoczone | 25:27 | 14:25 | 23:25 |       |       | 700    |   |

### Grupa B
Tabela
| Lp. | Drużyna           | Mecze | Mecze | Mecze | Pkt | Małe punkty | Małe punkty | Małe punkty | Sety | Sety | Sety  |
| Lp. | Drużyna           | M     | W     | P     | Pkt | zdob.       | str.        | ratio       | wyg. | prz. | ratio |
| --- | ----------------- | ----- | ----- | ----- | --- | ----------- | ----------- | ----------- | ---- | ---- | ----- |
| 1   | Dominikana        | 5     | 5     | 0     | 25  | 375         | 265         | 1.415       | 15   | 0    | MAX   |
| 2   | Peru              | 5     | 3     | 2     | 16  | 407         | 361         | 1.127       | 11   | 7    | 1.571 |
| 3   | Kuba              | 5     | 3     | 2     | 14  | 356         | 331         | 1.076       | 9    | 7    | 1.286 |
| 4   | Kanada            | 5     | 3     | 2     | 14  | 383         | 363         | 1.055       | 10   | 8    | 1.250 |
| 5   | Trynidad i Tobago | 5     | 1     | 4     | 6   | 328         | 385         | 0.852       | 4    | 12   | 0.333 |
| 6   | Chile             | 5     | 0     | 5     | 0   | 232         | 376         | 0.617       | 0    | 15   | 0.000 |

Źródło: NORCECA
Punktacja: 3:0 – 5 pkt, 3:1 – 4 pkt, 3:2 – 3 pkt, 2:3 – 2 pkt, 1:3 – 1 pkt, 0:3 – 0 pkt
Zasady ustalania kolejności: 1. liczba zwycięstw, 2. liczba punktów, 3. stosunek małych punktów, 4. stosunek setów, 5. bilans w bezpośrednich meczach
     awans do półfinałów
     awans do ćwierćfinałów
| Data  | Godz. | Drużyna 1         | Wynik | Drużyna 2         | 1     | 2     | 3     | 4     | 5     | Widzów | * |
| ----- | ----- | ----------------- | ----- | ----------------- | ----- | ----- | ----- | ----- | ----- | ------ | - |
| 17.06 | 15:00 | Trynidad i Tobago | 0:3   | Dominikana        | 22:25 | 21:25 | 20:25 |       |       | 300    |   |
| 17.06 | 17:00 | Kanada            | 1:3   | Kuba              | 25:21 | 20:25 | 10:25 | 22:25 |       | 600    |   |
| 17.06 | 19:00 | Peru              | 3:0   | Chile             | 25:13 | 25:13 | 25:12 |       |       | 800    |   |
| 18.06 | 14:00 | Kanada            | 3:0   | Trynidad i Tobago | 25:19 | 25:12 | 25:19 |       |       | 100    |   |
| 18.06 | 16:00 | Chile             | 0:3   | Dominikana        | 16:25 | 23:25 | 9:25  |       |       | 800    |   |
| 18.06 | 18:00 | Peru              | 3:0   | Kuba              | 25:19 | 25:17 | 25:21 |       |       | 1800   |   |
| 19.06 | 15:00 | Kuba              | 3:0   | Chile             | 25:12 | 25:17 | 25:19 |       |       | 100    |   |
| 19.06 | 17:00 | Dominikana        | 3:0   | Kanada            | 25:19 | 25:11 | 25:18 |       |       | 200    |   |
| 19.06 | 19:00 | Peru              | 3:1   | Trynidad i Tobago | 25:19 | 24:26 | 25:21 | 25:17 |       | 600    |   |
|       |       |                   |       |                   |       |       |       |       |       |        |   |
| 20.06 | 15:00 | Trynidad i Tobago | 3:0   | Chile             | 26:24 | 25:22 | 25:15 |       |       | 200    |   |
| 20.06 | 17:00 | Dominikana        | 3:0   | Kuba              | 25:16 | 25:17 | 25:20 |       |       | 1200   |   |
| 20.06 | 19:00 | Peru              | 2:3   | Kanada            | 25:21 | 25:19 | 22:25 | 17:25 | 16:18 | 1800   |   |
| 21.06 | 15:00 | Kuba              | 3:0   | Trynidad i Tobago | 25:14 | 25:21 | 25:21 |       |       | 200    |   |
| 21.06 | 17:00 | Chile             | 0:3   | Kanada            | 16:25 | 12:25 | 9:25  |       |       | 1200   |   |
| 21.06 | 19:00 | Peru              | 0:3   | Dominikana        | 19:25 | 16:25 | 18:25 |       |       | 4500   |   |

## Faza finałowa

### Mecz o 11 miejsce
| Data  | Godz. | Drużyna 1 | Wynik | Drużyna 2 | 1     | 2     | 3     | 4 | 5 | Widzów | * |
| ----- | ----- | --------- | ----- | --------- | ----- | ----- | ----- | - | - | ------ | - |
| 23.06 | 14:00 | Meksyk    | 3:0   | Chile     | 25:19 | 25:17 | 25:17 |   |   | 100    |   |

### Mecze o miejsca 7-10
| Data  | Godz. | Drużyna 1 | Wynik | Drużyna 2         | 1     | 2     | 3     | 4     | 5     | Widzów | * |
| ----- | ----- | --------- | ----- | ----------------- | ----- | ----- | ----- | ----- | ----- | ------ | - |
| 23.06 | 16:00 | Kolumbia  | 3:0   | Trynidad i Tobago | 25:19 | 25:22 | 25:17 |       |       | 100    |   |
| 23.06 | 18:00 | Kanada    | 3:2   | Wenezuela         | 21:25 | 22:25 | 25:17 | 25:22 | 15:10 | 100    |   |

### Mecz o 9 miejsce
| Data  | Godz. | Drużyna 1         | Wynik | Drużyna 2 | 1     | 2     | 3     | 4     | 5 | Widzów | * |
| ----- | ----- | ----------------- | ----- | --------- | ----- | ----- | ----- | ----- | - | ------ | - |
| 24.06 | 16:00 | Trynidad i Tobago | 3:1   | Wenezuela | 25:22 | 25:17 | 19:25 | 25:18 |   | 100    |   |

### Mecze o miejsca 5-8
| Data  | Godz. | Drużyna 1 | Wynik | Drużyna 2 | 1     | 2     | 3     | 4     | 5 | Widzów | * |
| ----- | ----- | --------- | ----- | --------- | ----- | ----- | ----- | ----- | - | ------ | - |
| 24.06 | 18:00 | Kolumbia  | 1:3   | Kuba      | 15:25 | 22:25 | 25:18 | 21:25 |   | 50     |   |
| 24.06 | 20:00 | Kanada    | 3:1   | Argentyna | 28:26 | 22:25 | 25:22 | 25:19 |   | 50     |   |

### Mecz o 7 miejsce
| Data  | Godz. | Drużyna 1 | Wynik | Drużyna 2 | 1     | 2     | 3     | 4     | 5    | Widzów | * |
| ----- | ----- | --------- | ----- | --------- | ----- | ----- | ----- | ----- | ---- | ------ | - |
| 25.06 | 15:00 | Kolumbia  | 3:2   | Argentyna | 25:11 | 21:25 | 25:19 | 20:25 | 15:7 | 100    |   |

### Mecz o 5 miejsce
| Data  | Godz. | Drużyna 1 | Wynik | Drużyna 2 | 1     | 2     | 3     | 4     | 5 | Widzów | * |
| ----- | ----- | --------- | ----- | --------- | ----- | ----- | ----- | ----- | - | ------ | - |
| 25.06 | 17:00 | Kuba      | 3:1   | Kanada    | 25:19 | 23:25 | 25:17 | 25:22 |   | 300    |   |

### Ćwierćfinały
| Data  | Godz. | Drużyna 1 | Wynik | Drużyna 2 | 1     | 2     | 3     | 4     | 5    | Widzów | * |
| ----- | ----- | --------- | ----- | --------- | ----- | ----- | ----- | ----- | ---- | ------ | - |
| 23.06 | 17:00 | Portoryko | 3:0   | Kuba      | 25:23 | 25:22 | 25:17 |       |      | 1400   |   |
| 23.06 | 19:00 | Peru      | 3:2   | Argentyna | 20:25 | 25:21 | 20:25 | 25:19 | 15:9 | 2500   |   |

### Półfinały
| Data  | Godz. | Drużyna 1         | Wynik | Drużyna 2 | 1     | 2     | 3     | 4 | 5 | Widzów | * |
| ----- | ----- | ----------------- | ----- | --------- | ----- | ----- | ----- | - | - | ------ | - |
| 24.06 | 17:00 | Dominikana        | 3:0   | Portoryko | 25:18 | 25:21 | 25:19 |   |   | 2800   |   |
| 24.06 | 19:00 | Stany Zjednoczone | 3:0   | Peru      | 25:14 | 25:17 | 27:25 |   |   | 2800   |   |

### Mecz o 3 miejsce
| Data  | Godz. | Drużyna 1 | Wynik | Drużyna 2 | 1     | 2     | 3     | 4     | 5 | Widzów | * |
| ----- | ----- | --------- | ----- | --------- | ----- | ----- | ----- | ----- | - | ------ | - |
| 25.06 | 15:00 | Peru      | 1:3   | Portoryko | 22:25 | 25:13 | 25:27 | 15:25 |   | 1000   |   |

### Finał
| Data  | Godz. | Drużyna 1         | Wynik | Drużyna 2  | 1     | 2     | 3     | 4     | 5 | Widzów | * |
| ----- | ----- | ----------------- | ----- | ---------- | ----- | ----- | ----- | ----- | - | ------ | - |
| 25.06 | 17:00 | Stany Zjednoczone | 3:1   | Dominikana | 25:16 | 19:25 | 25:20 | 25:23 |   | 1800   |   |

## Klasyfikacja końcowa
| Miejsce | Reprezentacja     |
| ------- | ----------------- |
| złoto   | Stany Zjednoczone |
| srebro  | Dominikana        |
| brąz    | Portoryko         |
| 4.      | Peru              |
| 5.      | Kuba              |
| 6.      | Kanada            |
| 7.      | Kolumbia          |
| 8.      | Argentyna         |
| 9.      | Trynidad i Tobago |
| 10.     | Wenezuela         |
| 11.     | Meksyk            |
| 12.     | Chile             |

## Nagrody indywidualne
| MVP           | Najlepsza punktująca | Najlepsza rozgrywająca | Najlepsze skrzydłowe             | Najlepsza atakująca | Najlepsza zagrywająca | Najlepsze środkowe           | Najlepsza libero | Najlepsza broniąca | Najlepsza przyjmująca |
| ------------- | -------------------- | ---------------------- | -------------------------------- | ------------------- | --------------------- | ---------------------------- | ---------------- | ------------------ | --------------------- |
| Micha Hancock | Heidy Casanova       | Micha Hancock          | Regla Gracia Bethania de la Cruz | Elizabeth McMahon   | Micha Hancock         | Sinead Jack Natalia Aispurúa | Mirian Patiño    | Brenda Castillo    | Mirian Patiño         |